# Notocheiridae
Notocheiridae är en familj av fiskar. Notocheiridae ingår i ordningen silversidartade fiskar, klassen strålfeniga fiskar, fylumet ryggsträngsdjur och riket djur. Enligt Catalogue of Life omfattar familjen Notocheiridae 6 arter, i släktena Iso och Notocheirus.. Släktet iso har även klassificerats i egen familj, Isonidae, skilt från Notocheirus (se diskussion de:Iso (Gattung)).
Notocheiridae kan uppnå längd upp till 8 cm och lever i Stilla Havet och Indiska Oceanen.
Kladogram enligt Catalogue of Life:
| Notocheirus | Notocheirus hubbsi |
|             | Notocheirus hubbsi |

| Iso | Iso flosmaris    |
|     | Iso flosmaris    |
|     | Iso hawaiiensis  |
|     |                  |
|     | Iso natalensis   |
|     |                  |
|     | Iso nesiotes     |
|     |                  |
|     | Iso rhothophilus |
|     |                  |

| Notocheirus | Notocheirus hubbsi |
|             | Notocheirus hubbsi |

| Iso | Iso flosmaris    |
|     | Iso flosmaris    |
|     | Iso hawaiiensis  |
|     |                  |
|     | Iso natalensis   |
|     |                  |
|     | Iso nesiotes     |
|     |                  |
|     | Iso rhothophilus |
|     |                  |

| Notocheirus | Notocheirus hubbsi |
|             | Notocheirus hubbsi |

| Iso | Iso flosmaris    |
|     | Iso flosmaris    |
|     | Iso hawaiiensis  |
|     |                  |
|     | Iso natalensis   |
|     |                  |
|     | Iso nesiotes     |
|     |                  |
|     | Iso rhothophilus |
|     |                  |

| Notocheirus | Notocheirus hubbsi |
|             | Notocheirus hubbsi |

| Iso | Iso flosmaris    |
|     | Iso flosmaris    |
|     | Iso hawaiiensis  |
|     |                  |
|     | Iso natalensis   |
|     |                  |
|     | Iso nesiotes     |
|     |                  |
|     | Iso rhothophilus |
|     |                  |